# کابیلدوی علنی

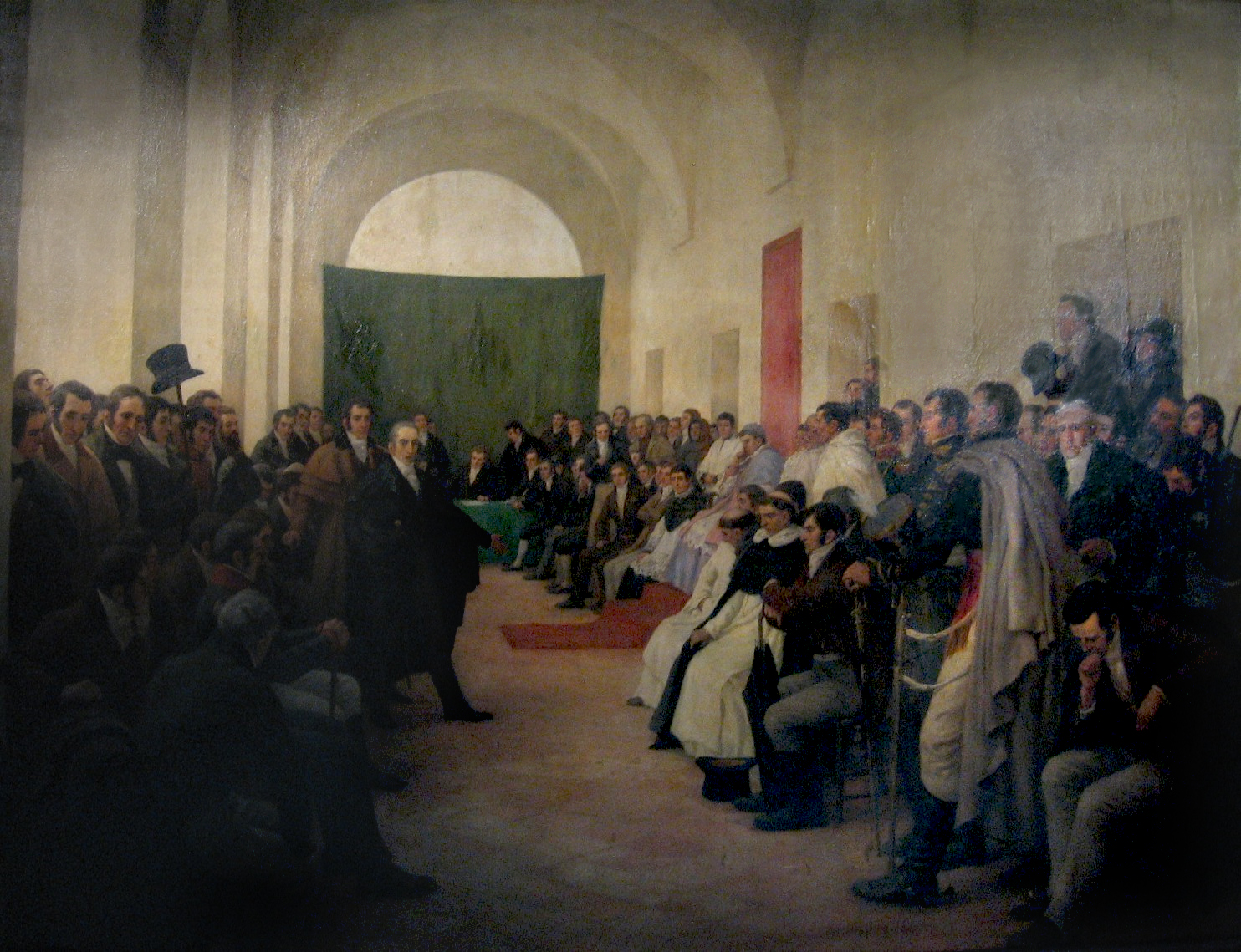
کابیلدوی علنی انقلاب مه که دربوینس آیرس مورخه ۲۲ مه ۱۸۱۰ برگزار شد.

کابیلدوی علنی یا کابیلدوی باز (به اسپانیایی: cabildo abierto) یک اقدام سیاسی سنتی در آمریکای لاتین است که در آن از شهروندان برای مشارکت در تصمیم‌گیری‌های مهم دعوت می‌شود. این جلسات با جلسه تالار شهر در آمریکای شمالی قابل مقایسه هستند.

## تاریخ

### دوره استعمار
کابیلدو علنی حالت ویژه‌ای از اجتماع ساکنان شهرهای آمریکای لاتین در دوره استعمار اسپانیا بود که در موارد اضطراری یا بلایا تشکیل می‌شد. معمولاً شهرهای استعماری توسط شوراهای کابیلدو یا آیونتامینتو اداره می‌شدند که یک شورای شهر بود و بیشتر افراد حاضر در آن توسط مقامات منصوب می‌شدند. در مواقع اضطراری، کابیلدو می‌توانست از سرپرستان خانوارها (وسینوها) برای شرکت در کابیلدوی «علنی» دعوت کند.
در آغاز جنگ‌های استقلال‌طلبی مستعمرات آمریکایی اسپانیا، کابیلدوهای علنی نقش انقلابی تعیین‌کننده‌ای ایفا کردند، زیرا توانستند مقامات استعماری را برکنار و دولت‌های خودمختار جدیدی جایگزین کنند.

### سیاست مدرن

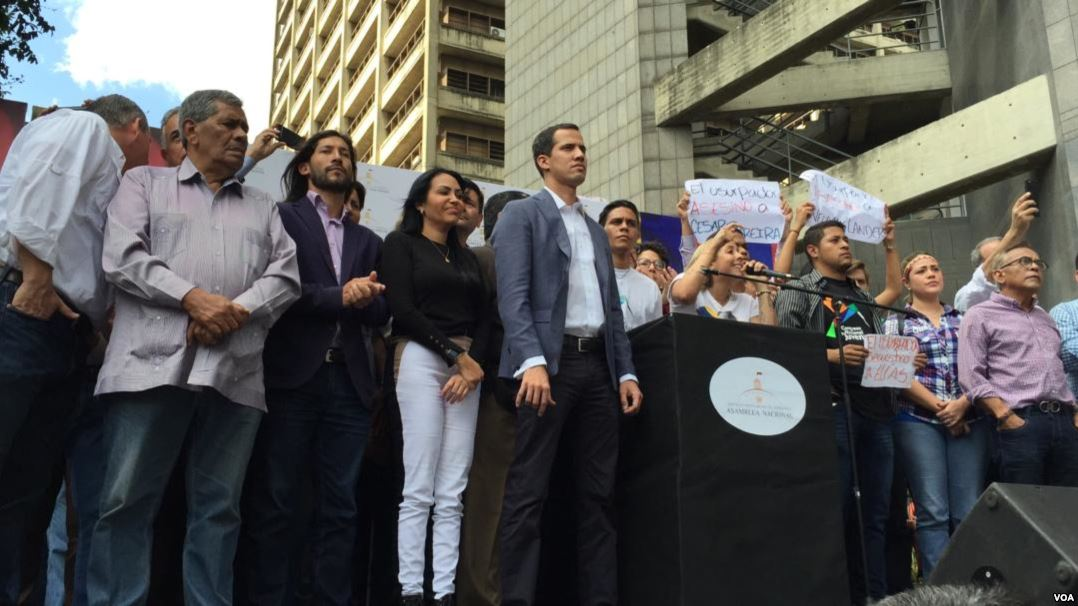
خوان گوئیدو از ونزوئلا در یک کابیلدو علنی در ژانویه ۲۰۱۹

در دوران معاصر، برخی از کشورهای آمریکای لاتین از نام «کابیلدوهای علنی» برای مجامع عمومی تشکیل شده توسط دولت‌های شهری برای تصمیم‌گیری در مورد موضوعات محلی با اهمیت عمومی استفاده کرده‌اند.
در ونزوئلا، کابیلدو علنی بخشی از مجموعه مقررات لازم برای حفظ دموکراسی است. ماده ۷۰ قانون اساسی این کشور می‌گوید «[باید] روش‌هایی برای اعمال حاکمیت مردم در سیاست وجود داشته باشد؛ [از جمله] مجمع علنی و اجتماع شهروندان که تصمیمات آن‌ها لازم‌الاجرا است». از آنجا که رأی لازم‌الاجرا قانونی به کابیلدوی علنی گره خورده‌است، ممکن است قانون اساسی این‌گونه تفسیر شود که این مجمع هنوز هم می‌تواند قدرت یک همه‌پرسی سیاسی را داشته باشد.